# Пуліна Тетяна Веніамінівна
Тетяна Веніамінівна Пуліна (нар. 23 березня 1968, Запоріжжя) — український науковець, економіст. Академік АЕН України, доктор економічних наук (2014), професор.

## Життєпис
У 1990 році закінчила Запорізький машинобудівний інститут ім. В. Я. Чубаря за спеціальністю «електропостачання промислових підприємств, міст і сільського господарства». Другу освіту здобула у Запорізькій державній інженерній академії у 1998 році за спеціальністю «економіст».
З 1998 року працює у Національному університеті «Запорізька політехніка», де наразі обіймає посади завідувача кафедри менеджменту, професора кафедри менеджменту та директора бізнес-інкубатора.
Кандидатську дисертацію за темою «Реінжиніринг як інструмент інноваційно-інвестиційної діяльності підприємств харчової промисловості» захистила у 2006 році. 2014 року, успішно захистивши роботу «Створення та розвиток кластер них об'єднань підприємств харчової промисловості», здобула докторський ступінь.
Головний редактор фахового видання «Управління змінами та інновації» НУ «Запорізька політехніка».
До наукових інтересів професора Тетяни Пуліної входять дослідження моделювання економічних процесів, створення та розвитку кластерних об'єднань, методи прийняття рішень, психологія управління та публічне управління.
Асоційований член «Української асоціації з розвитку менеджменту та бізнес освіти» (УАМБРО).

## Нагороди
- Почесна грамота виконавчого комітету Запорізької міської ради (13 листопада 2014)[1]
- Подяка Міністерства освіти і науки України (18 квітня 2015)
- Грамота районної ради (17 листопада 2016)
- Почесна грамота Запорізької обласної ради (6 грудня 2018)
- Грамота Міністерства освіти та науки України (22 травня 2018)
- Грамота Запорізької обласної державної адміністрації (25 квітня 2019)
- Почесна грамота Міністерства освіти та науки України (3 грудня 2019)
- Нагрудний знак МОН України «Відмінник освіти» (18 квітня 2022)

## Основні наукові роботи

### Підручники
- Пуліна Т. В. Інноваційний менеджмент [Текст] / Т. В. Пуліна, А. В. Череп, О. Г. Череп. — К. : Кондор, 2014. — 452 с. (18,8). (Рекомендовано МОНУ Лист № 1/11- 19286 від 13.12.12 р.)
- Бут Т. В., Зайцева В. М., Пуліна Т. В., Ринок туристичних послуг України: Навчальний посібник для студентів вищих навчальних закладів. Запоріжжя: ТОВ РВА «Просвіта», 2019, 312 с.

### Монографії
2020
- Tetiana Pulina. Ensuring the socio-economic development of united territorial communities in the paradigm of governance. Collective monograph. For order. prof. Gudz P. Zaporizhzhia, 2020. P. 31-45.

2019
- Теорія і практика кластеризації економіки / Розділ 2.4 Розвиток кластерних ініціатив у харчовій промисловості Запорізького регіону /[Текст]: [колект.] монографія / [М. П. Войнаренко та ін.] ; за наук. та заг. ред. М. П. ; Акад. екон. наук України [та ін.]. — Кам'янець-Подільський: Аксіома, 2019, 335 с .

2018
- T. Pulina, P. Gudz Public Administration for Sustainable Development.Collective monograph / The general ed. Chechel A., Khlobystov Ie. — Mariupol: «East Publishing House Ltd.», 2018. — 268 p.2014
- Пуліна Т. В. Досвід формування харчового кластеру «Купуй Запорізьке — купуй своє»/ Т. В. Пуліна// Кластери в економіці України: монографія/ за наук. Ред. Докт. Екон. наук., проф. М. П. Войнаренка. — Хмельницький: ХНУ, ФОП Мельник А. А., 2014. — С. 453—474

2014
- Пуліна Т. В. Оцінка інноваційного потенціалу підприємств харчової промисловості Запорізького регіону / Т. В. Пуліна // Теоретико-прикладні аспекти формування фінансової стратегії розвитку суб'єктів господарювання регіонів та держави: [монографія / за ред. О. Г. Череп]. — Запоріжжя; ЗНУ, 2014. — 260 с. (10,8 д.а., з них 0,8 д.а. належить особисто автору, яким обґрунтовано впровадження кластерного підходу до розвитку підприємств харчової промисловості Запорізької області, С. 118—136).
- Пуліна Т. В. Аналіз стану створення кластерних об'єднань підприємств харчової промисловості Запорізького регіону / Т. В. Пуліна // Вітчизняна практика та зарубіжний досвід управління персоналом: [монографія / за ред. А. В. Череп]. — Запоріжжя; ЗНУ, 2014. — 252 с. (11,3 д.а., з них 0,8 д.а. належить особисто автору, яким проведено аналіз сучасного стану створення кластерних об'єднань підприємств харчової промисловості Запорізького регіону, С. 191—210.).

2013
- Методи забезпечення управління розвитком регіону на основі використання кластерного підходу // Забезпечення сталого розвику промислового регіону на основі інноваційних моделей управління: монографія / за ред. проф. П. В. Гудзя, Л. О. Кримської. — Запоріжжя: ЗНТУ, 2013. — С. 91-111.
- Пуліна Т. В. Методичні підходи до створення та розвитку кластерних об'єднань підприємств харчової промисловості // Монографія. — Запоріжжя: «Акцент», 2013.– 408 с. (17 д.а.)

2012
- Череп А. В. Управління розвитком кластерних об'єднань підприємств харчової промисловості / А. В. Череп, Т. В. Пуліна, // Монографія. — Запоріжжя: «Дике поле», 2012. — 328 с.

2011
- Пуліна Т. В. Підрозділ 2.9 в монографії «Вплив цінової політики підприємств на створення та розвиток кластерних об'єднань» // Ціноутворення як основа ефективності функціонування підприємств та чинник підвищення добробуту населення: [монографія / за ред. A.B. Череп]. — Запоріжжя; Запорізький національний університет, 2011. — 288с. (16 друкованих аркушів)
- Пуліна Т. В. Створення та розвиток кластерних об'єднань підприємств харчової промисловості: теорія та практика / Т. В. Пуліна, А. В. Череп // Монографія. — Запоріжжя: ЗНТУ, 2011.-260 с.
- Пуліна Т. В. «Методичні підходи до створення та розвитку кластерних об'єднань підприємств харчової промисловості» / Т. В. Пуліна // Монографія. — Запоріжжя: ЗНТУ, 2011.-260 с.
- Пуліна Т. В. Оптимізація бізнес-процесів підприємства з позиції реінжинірингу // Сучасні технології управління промисловими ринками та підприємствами: монографія / за ред. проф. П. В. Гудзя, Л. О. Кримської. — Запоріжжя: ЗНТУ, 2012. — С. 91-111

### Публікації в наукометричних базах Scopus і Web of Science
- Y Belinska, L Matvejciuk, N Shmygol, T Pulina, D Antoniuk (2021) EU agricultural policy and its role in smoothing the sustainable development of the EU's agricultural areas / IOP Conference Series: Earth and Environmental Science 628 (1)
- Olga Galtsova, Tetiana Pulina, Oleh Holovko (2020) The use of swot analysis methodology for complex evaluation of enterprises’ cluster association development under globalization Baltic Journal of Economic Studies, Volume 6 Number 5. Riga, Latvia: «Baltija Publishing», Р 163—170.
- Pulina, T. But, T. Khrystenko, O. Zaytseva, V. (2020) Managing the Field of Reconstruction and Preservation of Historical and Cultural Complexes in Ukraine and Europe // Lecture Notes in Civil Engineering 73, с. 709—720.
- Nadiia Shmygol, Olena Cherniavska, Tetiana Pulina, Ruslan Zavgorodniy. Economic assessment of the implementation of the resource-efficient strategy in the oil and gas sector of the economy on the basis of distribution of trade margins between extracting and processing enterprises. Polityka Energetyczna — Energy Policy Journal 2020;23(3):135–146

### Статті у фахових виданнях
2020
- Пуліна Т. В., Левченко А. В. Соціальний проект як рекламна технологія органів публічної влади. Вчені записки Університету «КРОК». 2020. № 3(59). С. 61-67.
- Пуліна Т. В. Маляренко Я. А. Маркетингові технології у сфері охорони здоров'я. Вчені записки Університету «КРОК». 2020. № 4(60). С. 23-27.
- Pulina, T. But, T. Khrystenko, O. Zaytseva, V. (2020) Managing the Field of Reconstruction and Preservation of Historical and Cultural Complexes in Ukraine and Europe // Lecture Notes in Civil Engineering 73, с. 709—720. (Scopus).
- Пуліна Т. В., Сіленко О. В., Хмара Н. О. Вдосконалення управління інноваційною діяльністю науково-виробничого підприємства. Бізнес інформ, № 1, 2020, 78-85 с.
- BUT, T., PULINA, T. & ZAYTSEVA, V. Justification of ukraine's tourist services development strate Електронне наукове фахове видання «Менеджмент та підприємництво: тренди розвитку», № 1(11), 2020, 23-40 с.
- Nadiia Shmygol, Olena Cherniavska, Tetiana Pulina, Ruslan Zavgorodniy Economic assessment of the implementation of the resource-efficient strategy in the oil and gas sector of the economy on the basis of distribution of trade margins between extracting and processing enterprises. Polityka Energetyczna — Energy Policy Journal 2020;23(3):135–146
- Пуліна Т. В., Шитікова Л. В., Риженко О. М. Удосконалення системи надання електронних послуг — ключова задача місцевого самоврядування. Державне управління: удосконалення та розвиток. 2020. № 11.

2019
- Пуліна Т. В., Тесленок І. М., Носов М. П. Проблеми та перспективи розвитку бізнес-інкубаторів в Україні як інноваційної організаційної структури. Ефективна економіка. 2019. № 12. DOI: 10.32702/2307-2105-2019.12.5

2018
- Пуліна Т. В. Методика оцінки інвестиційної привабливості IT-компанії за допомогою показників аналізу акцій та інтегрального показника інвестиційної привабливості [Текст] / К. Г. Коляда, Т. В. Пуліна, І. А. Нечаєва // Інвестиції: практика та досвід, 2018. — № 19. — С. 41–45.
- Пуліна Т. В. Розробка стратегії енергоефективності Запорізької області [Електронний ресурс] / Т. В. Пуліна // Електронне фахове видання: «Державне управління: удосконалення та розвиток»- № 10. — 2018. — С. 4-8.
- Пуліна Т. В., Хмара Н. О., Скрипка Н. О., Створення концепції агропломислового кластеру у Запорізькій області. Менеджмент та підприємництво: тренди розвитку, № 4, 2018, 53-61 с.
- Пуліна Т. В., Тесленок І. М., Ткаліч Я. С., Управління розвитком маркетингових комунікацій організації. Інвестиції: практика та досвід, № 23, 2018, 72-77 с.
- Пуліна Т. В., Нечаєва І. А., Коляда К. Г, Методика оцінки інвестиційної привабливості IT-компанії за допомогою показників аналізу акцій та інтегрального показника інвестиційної привабливості. Інвестиції: практика та досвід, № 19, 2018, 41-45 с.
- Пуліна Т. В., Тесленок І. М., Нестеренко А. Г, Розробка стратегії енергоефективності запорізької області. Державне управління: удосконалення та розвиток, № 11, 2018, 65-69 с.
- Пуліна Т. В., Ткачук О. Ю., Вафіна А. О., Розвиток кадрового потенціалу органу публічної служби. Економіка та держава, № 12, 2018, 44-49 с.
- Пуліна Т. В., Кутідзе Л. С., Іванова А. О., Упровадження досвіду японської системи управління персоналом на українських підприємствах. Бізнес інформ., № 10, 2018, 398—403 с.
- T. Pulina Nanotechnology as a Means of Forming Benefits for the Sustainable Development of Ukraine's Economy/ Tetiana Pulina, Olena Zerniuk, Alla Glebova. International Journal of Engineering & Technology vol. 7 (4.8) (2018) 226—229.

2017
- Пуліна Т. В. Можливості та перспективи управління проектами на основі методології ISO 21500 / Т. В. Пуліна, Т. О. Фоміних, О. О. Соріна // Економічний простір: Збірник наукових праць. — № 122. –Дніпропетровськ: ПДАБА,2017. — С.126-138
- Пуліна Т. В. Управління якістю в проектному менеджменті органів публічної влади / Т. В. Пуліна // Науково-практичний журнал: Інвестиції: практика та досвід — № 18 вересень 2017. –Київ: Чорноморський університет імені Петра Могили, 2017. — С.65-69
- Пуліна Т. В. Аналіз методів внутрішнього аудиту для оцінювання системи управління системи управління якістю в органах влади / Т. В. Пуліна // Бізнес інформ: науковий журнал — № 8. –Харків, 2017. — С.259-264
- Пуліна Т. В. Контролінг системи управління якістю машинобудівного підприємства / Т. В. Пуліна, Д. К. Маланіна// Економічний простір: Збірник наукових праць. — No123. –Дніпропетровськ: ПДАБА, 2017. — С.177-188
- Пуліна Т. В. Сучасні аспекти та методи управління ризиками інноваційних проектів в Україні/ Т. В. Пуліна// Економіка та держава. — № 10. — 2017. — С. 4-8.
- Пуліна Т. В. Аналіз розвитку інноваційної діяльності промислових підприємств Запорізького регіону/ Т. В. Пуліна, С. В. Єршов.// Економічний простір: Збірник наукових праць. — № 124. — Дніпропетровськ: ПДАБА, 2017. — С. 102—113.

2016
- Пуліна Т. В. Аналіз інноваційної актівності машинобудівного комплексу Запорізького регіону / Т. В. Пуліна, К. В. Атаманюк // Економічний простір: Збірник наукових праць. — № 86. — Дніпропетровськ: ПДАБА, 2016. — С. 83–93.

2015
- Пуліна Т. В. Визначення конкурентної позиції підприємства на світовому ринку металургійної продукції // Науковий вісник національного лісотехнічного університету: збірник науково-технічних праць. — Львів: РВВ НЛТУ України. — 2015. — Вип: 25.1–С. 230—239. . Науковометричні бази -1 Index Copernicus.
- Пуліна Т. В. Формування позитивного іміджу кластерного об'єднання підприємств харчової промисловості // Бизнес Информ. — 2015. — № 4. — C. 333—340.
- Пуліна Т. В. Реінжиніринг бізнес-процесів машинобудівного підприємства. / Т. В. Пуліна // Економічний простір: Збірник наукових праць– Дніпропетровськ: ПДАБА, — 2015. — № 95. — С. 163—168. Науковометричні бази -2. Index Copernicus, РІНЦ.
- Пуліна Т. В. Оцінка впливу факторів внутрішнього середовища при створенні кластерних об'єднань підприємств харчової промисловості / Т. В. Пуліна // Агросвіт. — 2015. — № 5 — С. 11-18.
- Пуліна Т. В. Удосконалення методики проведення стратегічного аналізу кластерних об'єднань // Держава та регіони. Серія: Економіка та підприємництво. –Запоріжжя: ГУ"ЗІДМУ". — 2015. — № 1. — С.83–88.
- Пуліна Т. В. Визначення інтегрального показника інноваційної активності металургійного комплексу Запорізького регіону / Пуліна Т. В., Коротунова О. В., Адріковський Д. С.// Агросвіт — 2015. — № 16 — С. 40-46.
- Пуліна Т. В. Оцінка передумов створення кластеру на базі металургійного комплексу регіону / Т. В. Пуліна, О. В. Христенко, // Ефективна економіка [Електронне наукове фахове видання]. –– 2015. –– № 7.
- Пуліна Т. В. Обгрунтування кластеризації хлібопекарській галузі харчової промисловості Запорізького регіону. // Економічний простір: Збірник наукових праць– Дніпропетровськ: ПДАБА, — 2015. — № 93. — С. 163—174. Науковометричні бази -2. Index Copernicus, РІНЦ,
- Пуліна Т. В. Особливості створення кластера підприємств харчової промисловості // Бизнес Информ. — 2015. — № 1. — C. 172—178.

2014
- Пуліна Т. В. Визначення потенціалу кластеризації провідних галузей промисловості запорізького регіону // Т. В. Пуліна, В. В. Подставка // Економічний простір: Збірник наукових праць– Дніпропетровськ: ПДАБА, — 2014. — № 90. — С. 196—205. Науковометричні бази -2. Index Copernicus, РІНЦ,
- Пуліна Т. В. Досвід формування харчового кластеру «Купуй Запорізьке — купуй своє» // Кластери в економіці України: монографія / за наук. Ред. Докт. Екон. наук., проф. М. П. Войнаренка. — Хмельницький: ХНУ, ФОП Мельник А. А., 2014. — С. 453—474

2013
- Пуліна Т. В. Інформаційне забезпечення створення та розвитку кластерних об'єднань підприємств харчової промисловості // Бізнес Інформ. — 2013. — № 5. — C. 145—152.
- Пулина Т. В. Влияние показателей стабильности и роста показателя эффективности деятельности предприятия на процесс создания кластерного объединения // Бизнес Информ. — 2013. — № 6. — C. 170—175.
- Пуліна Т. В. Генезіс кластерних об'єднань підприємств / Т. В. Пуліна // Проблеми економіки. — 2013. — № 3. — C. 146—151.
- Пулина Т. В. Обоснование выбора конкурентной стратегии кластерного объединения предприятий пищевой промышленности // Вестник Университета (Государственный университет управления) 2013. — № 10. — С. 48-57. (Москва)
- Пулина Т. В. Применение стратегического подхода к развитию кластерных объединений предприятий пищевой промышленности // Вестник Университета (Государственный университет управления) 2013. — № 7. — С. 86-93. (Москва)
- Пуліна Т. В. «Особливості системного підходу до стратегічного управління розвитком підприємства» / Т. В. Пуліна, Цускарь Е. В. // Економічний простір: Зб. наук. пр. — Дніпропетровськ: ПДАБА, №. 73 2013 С. 235—244.
- Пуліна Т. В. Визначення ключових факторів успіху кластерного об'єднання підприємств харчової промисловості // Економічний простір: Збірник наукових праць. — № 78. — Дніпропетровськ: ПДАБА, 2013. — С. 147—158 (0,5 д.а.).
- Пуліна Т. В. Визначення потенціалу кластеризації харчової промисловості Запорізького регіону // Держава та регіони. Серія: Економіка та підприємництво. –Запоріжжя: ГУ"ЗІДМУ". — 2013. — № 5. — С.38–44 (0,67 д.а.).
- Пуліна Т. В. Взаємозв'язок стратегії розвитку і конкурентної стратегії підприємства харчової промисловості // Агросвіт. — 2013.– № 20. — С. 21–26 (0,5 д.а.).
- Пуліна Т. В. Методичні підходи до визначення показників стабільності та зростання кластера підприємств харчової промисловості / Т. В. Пуліна, А. В. Череп // Науковий вісник ПУЕТ.– 2013. — № 2. — С. 110—115 (0,46 д.а., з них 0,38 д.а. належить особисто автору, яким запропоновано методичні підходи до визначення показників стабільності та зростання кластера підприємств харчової промисловості).

### Наукові статті в інших виданнях
- Пуліна Т. В. Оцінка впливу факторів внутрішнього середовища при створенні кластерних об'єднань підприємств харчової промисловості / Т. В. Пуліна // Агросвіт. — 2015. — № 5 — С. 11-18.
- Пуліна Т. В. Обґрунтування напрямків забезпечення конкурентоспроможності металургійного підприємства з використанням моделі п'яти сил конкуренції. / Т. В. Пуліна, О. В. Коротунова, С. В. Ляховець // Держава та регіони. Серія: Економіка та підприємництво. –Запоріжжя: ГУ"ЗІДМУ". — 2014. — № 3. — С.75–79.
- Пуліна Т. В. Формування стратегії розвитку металургійного підприємства. . / Т. В. Пуліна, О. В. Коротунова, Г. С. Клімуш // Науковий вісник ХДУ. Серія Економічні науки — 2014. — № 9. — С. 152—159.
- Удосконалення методики проведення стратегічного аналізу кластерних об'єднань // Держава та регіони. Серія: Економіка та підприємництво. –Запоріжжя: ГУ"ЗІДМУ". — 2015. — № 1. — С. 83–88

### За матеріалами конференцій
2020
- Пуліна Т. В. Прогнозування стану розвитку регіону методом когнітивного моделювання. Збірник тез доповідей щорічної науково-практичної конференції серед студентів, викладачів, науковців, молодих учених і аспірантів 13–17 квітня, Запоріжжя, 2020, 164—166 с.
- Пуліна Т. В., Шувакіна К. Г. Створення кластеру харчової промисловості в Запорізькому регіоні. Збірник тез доповідей щорічної науково-практичної конференції серед студентів, викладачів, науковців, молодих учених і аспірантів 13–17 квітня, Запоріжжя, 2020, 266—268 с.
- Пуліна Т. В., Левченко А. Г. Роль соціальної реклами в державному управлінні. Збірник тез доповідей щорічної науково-практичної конференції серед студентів, викладачів, науковців, молодих учених і аспірантів 13–17 квітня, Запоріжжя, 2020, 268—271 с.
- Пуліна Т. В., Маляренко А. Є. Державне управління та охорона здоров'я в Україні. Збірник тез доповідей щорічної науково-практичної конференції серед студентів, викладачів, науковців, молодих учених і аспірантів 13–17 квітня, Запоріжжя, 2020, 271—274 с.
- Пуліна Т. В., Маляренко Я. А. Проблематика медичної галузі в умовах пандемії COVID-19. Збірник тез доповідей щорічної науково-практичної конференції серед студентів, викладачів, науковців, молодих учених і аспірантів 13–17 квітня, Запоріжжя, 2020, 274—275 с.
- Пуліна Т. В., Суязова О. О. Удосконалення системи надання адміністративних послуг. Збірник тез доповідей щорічної науково-практичної конференції серед студентів, викладачів, науковців, молодих учених і аспірантів 13–17 квітня, Запоріжжя, 2020, 275—277 с.
- Пуліна Т. В., Бондаренко В. В. Проблеми розвитку інноваційної активності промислових підприємств. Збірник тез доповідей щорічної науково-практичної конференції серед студентів, викладачів, науковців, молодих учених і аспірантів 13–17 квітня, Запоріжжя, 2020, 277—279 с.
- Пуліна Т. В., Маляренко Я. А. Маркетингові технології у сфері охорони здоров'я. Держава, регіони, підприємництво: інформаційні, суспільно-правові, соціально-економічні аспекти розвитку: ІІ Міжнародна конференція. Київ, 2
- Пуліна Т. В., Левченко А. В. Соціальний проект як рекламна технологія органів публічної влади. Держава, регіони, підприємництво: інформаційні, суспільно-правові, соціально-економічні аспекти розвитку: ІІ Міжнародна конференція. Київ, 21 листопада 2020 р.

2019
- Пуліна Т. В, Особливості стратегічного планування розвитку регіону, Збірник тез доповідей щорічної науково-практичної конференції серед студентів, викладачів, науковців, молодих учених і аспірантів, 15–19 квітня. м. Запоріжжя, 2019, 160—162 с.
- Пуліна Т. В., Сіленко О. Е., Управління інноваційною діяльністю науково-виробничого підприємства, Збірник тез доповідей щорічної науково-практичної конференції серед студентів, викладачів, науковців, молодих учених і аспірантів, 15–19 квітня. м. Запоріжжя, 2019, 217—218 с.
- Пуліна Т. В., Бойко А. Е. Особливості розроблення інноваційної стратегії машинобудівного підприємства, Збірник тез доповідей щорічної науково-практичної конференції серед студентів, викладачів, науковців, молодих учених і аспірантів, 15–19 квітня. м. Запоріжжя, 2019, 219—221 с.
- Пуліна Т. В., Золотих Д. І. Управління фінансовою стійкістю банку, Збірник тез доповідей щорічної науково-практичної конференції серед студентів, викладачів, науковців, молодих учених і аспірантів, 15–19 квітня. м. Запоріжжя, 2019, 222—223 с.
- Пуліна Т. В., Жукова С. Е. Вдосконалення системи управління якістю на підприємстві, Збірник тез доповідей щорічної науково-практичної конференції серед студентів, викладачів, науковців, молодих учених і аспірантів, 15–19 квітня. м. Запоріжжя, 2019, 224—226 с.
- Пуліна Т. В. Новий підхід до планування територіального розвитку, NEW ECONOMICS матеріали Міжнародного наукового форуму «NEW ECONOMICS — 2019» 14-15 листопада. Том 1. м. Київ, 2019, 241—244 с.
- Пуліна Т. В., Аталай А. П. Удосконалення управління персоналом підприємства засобами регулювання плинності кадрів. «Генерування інновацій інклюзивного розвитку: національний, регіональний, міжнародний вимір»: матеріали ІІ Міжнародної науково-практичної конференції Запоріжжя 17–18 жовтня. Запоріжжя: НУ «Запорізька політехніка», 2019, 316—319 с.
- Пуліна Т. В., Воробець М. В. Економічна діагностика металургійного підприємства. «Генерування інновацій інклюзивного розвитку: національний, регіональний, міжнародний вимір»: матеріали ІІ Міжнародної науково-практичної конференції Запоріжжя 17–18 жовтня. Запоріжжя: НУ «Запорізька політехніка», 2019, 319—321 с.
- Пуліна Т. В., Голованова Г. С. Планування розвитку регіону на засадах smart-спеціалізації. Генерування інновацій інклюзивного розвитку: національний, регіональний, міжнародний вимір": матеріали ІІ Міжнародної науково-практичної конференції Запоріжжя 17–18 жовтня. Запоріжжя: НУ «Запорізька політехніка», 2019, 321—324 с.
- Пуліна Т. В., Жукова С. Е. Управління якістю продукції науково-виробничого підприємства. Генерування інновацій інклюзивного розвитку: національний, регіональний, міжнародний вимір": матеріали ІІ Міжнародної науково-практичної конференції Запоріжжя 17–18 жовтня. Запоріжжя: НУ «Запорізька політехніка», 2019, 324—327 с.
- Пуліна Т. В., Сичов М. О. Управління персоналом науково-дослідницького підприємства. Стратегічні пріоритети трансформації економіки в умовах цифровізації: матеріали Міжнародної науково-практичної конференції, Запоріжжя, 29–30 жовтня, 2019,
- Пуліна Т. В., Мірошниченко В. О. Розробка стратегії управління іміджем ЗВО. Стратегічні пріоритети трансформації економіки в умовах цифровізації: матеріали Міжнародної науково-практичної конференції, Запоріжжя, 29–30 жовтня 2019 р. Національний університет «Запорізька політехніка». Запоріжжя: ФОП Мокшанов В. В., 2019. 212—215 с.
- Пуліна Т. В., Чепур Г. Л. Стратегічне управління персоналом металургійного підприємства. Стратегічні пріоритети трансформації економіки в умовах цифровізації: матеріали Міжнародної науково-практичної конференції, Запоріжжя, 29–30 жовтня 2019 р. Національний університет «Запорізька політехніка». Запоріжжя: ФОП Мокшанов В. В., 2019. 217—219 с.

2018
- Пуліна Т. В. Особливості інноваційного розвитку сільськогосподарського підприємства / Т. В. Пуліна, Д. А. Козаков// Тиждень науки. Тези доповідей науково-практичної конференції, Запоріжжя, 16–20 квітня 2018 р. [Електронний ресурс] / Редкол. : В. В. Наумик (відпов. ред.) Електрон. дані. — Запоріжжя: ЗНТУ, 2018. — 1 електрон. опт. диск (DVD-ROM); 12 см. — Назва з тит. екрана, — С. 1270—1272
- Пуліна Т. В. Визначення напрямків удосконалення стратегії розвитку машинобудівних підприємств / Т. В. Пуліна, Н. О. Скрипка.// Тиждень науки. Тези доповідей науково-практичної конференції, Запоріжжя, 16–20 квітня 2018 р. [Електронний ресурс] / Редкол. : В. В. Наумик (відпов. ред.) Електрон. дані. — Запоріжжя: ЗНТУ, 2018. — 1 електрон. опт. диск (DVD-ROM); 12 см. — Назва з тит. екрана, — С. 1272—1274
- Пуліна Т. В. Особливості формування іміджу підприємства авіаційної галузі / Т. В. Пуліна, Я. С. Орловська// Тиждень науки. Тези доповідей науково-практичної конференції, Запоріжжя, 16–20 квітня 2018 р. [Електронний ресурс] / Редкол. : В. В. Наумик (відпов. ред.) Електрон. дані. — Запоріжжя: ЗНТУ, 2018. — 1 електрон. опт. диск (DVD-ROM); 12 см. — Назва з тит. екрана, — С. 1340—1342
- Пуліна Т. В. Оособливості інноваційного розвитку сільськогосподарського підприємства / Т. В. Пуліна, Д. А. Козаков// Тиждень науки. Тези доповідей науково-практичної конференції, Запоріжжя, 16–20 квітня 2018 р. [Електронний ресурс] / Редкол. : В. В. Наумик (відпов. ред.) Електрон. дані. — Запоріжжя: ЗНТУ, 2018. –С. 1270—1272
- Пуліна Т. В. Визначення напрямків удосконалення стратегії розвитку машинобудівних підприємств / Т. В. Пуліна, Н. О. Скрипка.// Тиждень науки. Тези доповідей науково-практичної конференції, Запоріжжя, 16–20 квітня 2018 р. [Електронний ресурс] / Редкол. : В. В. Наумик (відпов. ред.) С. 1272—1274
- Пуліна Т. В. Особливості формування іміджу підприємства авіаційної галузі / Т. В. Пуліна, Я. С. Орловська// Тиждень науки. Тези доповідей науково-практичної конференції, Запоріжжя, 16–20 квітня 2018 р. [Електронний ресурс] / Редкол. : В. В. Наумик (відпов. ред.) — С. 1340—1342
- Пуліна Т. В. Торгово-економічні відносини Канади та України/ Т. В. Пуліна, Є. О. Водоп'янова. //«Соціально-економічні, освітні та фахові проблеми молоді в умовах євроінтеграційних процесів»: матеріали Всеукраїнської інтернетконференції здобувачів вищої освіти і молодих учених (27 квітня 2018 року, м. Запоріжжя. — Запоріжжя: Мокшанов В. В., 2017. — С. 277—278.
- Пуліна Т. В. Особливості управління інноваційною діяльністю машинобудівного підприємства /Т. В. Пуліна, Д. А. Казаков.// «Соціально-економічні, освітні та фахові проблеми молоді в умовах євроінтеграційних процесів»: матеріали Всеукраїнської інтернетконференції здобувачів вищої освіти і молодих учених (27 квітня 2018 року, м. Запоріжжя. — Запоріжжя: Мокшанов В. В., 2017. — С. 319—321.
- Пуліна Т. В. Управління кадровим потенціалом органів державної служби /Т. В. Пуліна, А. О. Вафіна // Міжнародна науково-практична конференція «Генерування інновацій інклюзивного розвитку: національний, регіональний, міжнародний вимір» (4-5 жовтня 2018 року, м. Запоріжжя), 2018. — С. 403—405.
- Пуліна Т. В. Формування механізму інклюзивного розвитку запорізького регіону /Т. В. Пуліна, Є. О. Водоп'янова // Міжнародна науково-практична конференція «Генерування інновацій інклюзивного розвитку: національний, регіональний, міжнародний вимір» (4-5 жовтня 2018 року, м. Запоріжжя), 2018. — С. 406—408.
- Пуліна Т. В. Особливості упровадження досвіду японської системи управління персоналом на українських підприємствах /Т. В. Пуліна, А. О. Іванова // Міжнародна науково-практична конференція «Генерування інновацій інклюзивного розвитку: національний, регіональний, міжнародний вимір» (4-5 жовтня 2018 року, м. Запоріжжя), 2018. — С. 409—411.
- Пуліна Т. В. Особливості впровадження бенчмаркінгу в системі виміру енергоефективності /Т. В. Пуліна, А. Г. Нестеренко // Міжнародна науково-практична конференція «Генерування інновацій інклюзивного розвитку: національний, регіональний, міжнародний вимір» (4-5 жовтня 2018 року, м. Запоріжжя), 2018. — С. 412—414.
- Пуліна Т. В. Управління розвитком торговельного підприємства /Т. В. Пуліна, Д. А. Казаков // Міжнародна науково-практична конференція «Генерування інновацій інклюзивного розвитку: національний, регіональний, міжнародний вимір» (4-5 жовтня 2018 року, м. Запоріжжя), 2018. — С. 415—417.
- Пуліна Т. В. Управління розвитком торговельного підприємства /Т. В. Пуліна, Д. А. Казаков // Міжнародна науково-практична конференція «Генерування інновацій інклюзивного розвитку: національний, регіональний, міжнародний вимір» (4-5 жовтня 2018 року, м. Запоріжжя), 2018. — С. 415—417.
- Пуліна Т. В. Управління розвитком маркетингових комунікацій підприємства /Т. В. Пуліна, Я. С. Орловська // Міжнародна науково-практична конференція «Генерування інновацій інклюзивного розвитку: національний, регіональний, міжнародний вимір» (4-5 жовтня 2018 року, м. Запоріжжя), 2018. — С. 418—420.
- Пуліна Т. В. Визначення шляхів підвищення ефективності металургіного підприємства /Т. В. Пуліна, О. Е. Сіленко // Міжнародна науково-практична конференція «Генерування інновацій інклюзивного розвитку: національний, регіональний, міжнародний вимір» (4-5 жовтня 2018 року, м. Запоріжжя), 2018. — С. 421—423.

2017
- Пуліна Т. В. Шляхи вдосконалення адміністрування діяльності об'єднаних територіальних громад шляхом підвищення якості персоналу / Т. В. Пуліна, М. С. Келлер // Суспільство, релігія, культура, наука, техніка, освіта, економіка в умовах новітніх глобальних викликів для України і Польщі: матеріали Міжнародної науково-практичної конференції (м. Запоріжжя, 21-23 вересня 2017 р.). — Запоріжжя: Запорізька державна інженерна академія ; ФО-П Систерова Н. О., 2017. — С. 175—176
- Пуліна Т. В. Аспекти побудови та розвитку кластер них об'єднань / Т. В. Пуліна, С. В. Єршов // Образованието и наука та на ХХІ век — 2017: матеріали за ХІІІ международна научна практична конференція (м. София, 15-22 октомври 2017 р.) — София. «Бял ГРАД-БГ». — С.48-51
- Пуліна Т. В. Проблеми впровадження системи управління якістю на українських машинобудівних підприємствах / Т. В. Пуліна, В. В. Тікунов// Materiały XIII Międzynarodowej naukowi-praktycznej konferencji ,< Nauka i inowacja — 2017" , 07 -15 października 2017 roku po sekcjach: EKONOMICZNE NAUKI, ZARZĄDZANIE, PRAWO — С.34-36

2016
- Пуліна Т. В. Необхідність впровадження кластерного підходу підприємствами машинобудівного комплексу/ Т. В. Пуліна, К. В. Атаманюк // MATERIAŁY XII MIĘDZYNARODOWEJ NAUKOWI-PRAKTYCZNEJ KONFERENCJI « PERSPEKTYWICZNE OPRACOWANIA SĄ NAUKĄ I TECHNIKAMI- 2016» VOLUME 2. EKONOMICZNE NAUKI. : PRZEMYŚL. NAUKA I STUDIA . — С. 14–17.
- Пуліна Т. В. Впровадження концепції маркетинг-менеджменту в систему стратегічного управління підприємства з виробництва нерудних будівельних матеріалів ПАТ «Запорожнерудпром» / Т. В. Пуліна, В. С. Шкуренко // Материали за 12-а международна научна практична конференция, «Achievement of high school- 2016», Том 1. Икономики. София. «Бял ГРАД-БГ» ООД. — С. 4-6.
- Пуліна Т. В. Особливості розвитку міжнародної тютюнової компанії / Пуліна Т. В., Філіпова Г. Е. // Материали за 12-а международна научна практична конференция, «Achievement of high school- 2016», Том 1. Икономики. София. «Бял ГРАД-БГ» ООД. — С. 80-82.

2015
- Пуліна Т. В. Особливості управління розвитком підприємства на основі стратегічного підходу /Т. В. Пуліна, М. С. Лісовий // Тиждень науки: тези доповідей наук.-техн. конф., 14-18 квітня 2015 р., Запоріжжя / відп. ред. Ю. М. Внуков. — Запоріжжя: ЗНТУ, 2015. Т. 2.– С.
- Пулина Т. В. Обоснование конкурентной позиции металлургического предприятия на мировом рынке металлопродукции / Т. В. Пулина // Тиждень науки: тези доповідей наук.-техн. конф., 14-18 квітня 2015 р., Запоріжжя / відп. ред. Ю. М. Внуков. — Запоріжжя: ЗНТУ, 2015. Т. 2.– С.
- Пуліна Т. В. Обгрунтування кластеризації хлібопекарській галузі харчової промисловості Запорізького регіону. / Т. В. Пуліна // Економічний простір: Збірник наукових праць– Дніпропетровськ: ПДАБА, — 2015. — № 91. — С. 188—194.
- Пуліна Т. В. Особливості створення кластера підприємств харчової промисловості / Т. В. Пуліна // Бизнес Информ. — 2015. — № 1. — C. 172—178.
- Пуліна Т. В. Оцінка впливу факторів внутрішнього середовища при створенні кластерних об'єднань підприємств харчової промисловості/ Т. В. Пуліна // Агросвіт. — 2015. — № 5 — С. 11-18.
- Визначення конкурентної позиції підприємства на світовому ринку металургійної продукції / Т. В. Пуліна //Науковий вісник національного лісотехнічного університету: збірник науково-технічних праць. — Львів: РВВ НЛТУ України. — 2015. — Вип: 25.1–С. 230—239.
- Формування позитивного іміджу кластерного об'єднання підприємств харчової промисловості/ Т. В. Пуліна // Бизнес Информ. — 2015. — № 4. — C. 333—340.

2013
- Пуліна Т. В. Визначення факторів. Які впливають на управління розвитком кластерного об'єднання підприємств / Т. В. Пулина // Тиждень науки: тези доповідей наук.-техн. конф., 22 квітня 2013 р., Запоріжжя / відп. ред. Ю. М. Внуков. — Запоріжжя: ЗНТУ, 2013. Т. 2.– С. 134—137.
- Пуліна Т. В. До питання створення кластерних об'єднань / Т. В. Пулина // Матеріали доповідей V Міжнародної науково-практичної конференції: «Стратегії інноваційного розвитку економіки: бізнес, наука, освіта» 11-14 квітня 2013 р. Харків: ХПІ, 2013.- С.56-58.
- Пулина Т. В. Влияние показателей эффективности деятельности и стабильности роста предприятия на процес создания кластерного объединения / Т. В. Пулина // Розвиток національних економік в умовах глобальної нестабільності: матеріали першої міжнародної науково-практичної конференції(м. Одеса, 15-16 лютого 2013 р) / ред.. кол.: С. О. Якубовський [та ін]. — О.: Видавничий дім «Гельветика», 2013. — С. 223—225.
- Пуліна Т. В. Інформаційне забезпечення створення кластерних об'єднань підприємств харчової промисловості / Т. В. Пулина // Економіка та фінанси: теорія та практика: матеріали І Міжнародної науково-практичної конференції, м. Феодосія, 26-28 вересня 2013 р. — Луганськ: Вид-во «Ноулідж», 2013 — С. 150—153.
- Пуліна Т. В. Особливості розробки стратегії розвитку підприємства харчової промисловості // /Materiály IX mezinárodní v?decko — praktická konference «Efektivní nástroje moderních v?d — 2013». — Díl 6. " (27 dubna — 05 kv?tna 2013 roku) Ekonomické v?dy: Praha. Publishing House «Education and Science» s.r.o).- С.56-58.
- Пуліна Т. В. Оцінка потенціалу кластеризації харчової промисловості Запорізького регіону / Т. В. Пуліна //Ефективне управління економікою: теорія і практика: Матеріали міжнародної науково-практичної конференції, 4-5 жовтня 2013 р. // Черкаський державний технологічний університет. — Черкаси: Видавничий дім «Гельветика», 2013. — 276 с.
- Пуліна Т. В. Ключові фактори успіху кластерного об'єднання підприємств // Економічні проблеми модернізації та інноваційного розвитку промисловості: Матеріали всеукраїнській науково-практичній конференції, 5 листопада 2013 р. // Дніпропетровський університет ім. А. Нобеля. — Дніпропетровськ: ДУ, 2013, С.70-71.